# Maciej Klimek
Maciej Klimek (* 13. Juli 1954 in Krakau) ist ein polnischer Mathematiker, Fachbuchautor und Hochschullehrer.

## Leben
Nach dem Studium der Mathematik an der Jagiellonen-Universität in Krakau promovierte er 1981 bei Józef Karol Siciak zum Doktor (Ph. D.). Kurz vor der Ausrufung des Kriegsrechts reiste er aus der Volksrepublik Polen nach Irland aus. Von 1981 bis 1983 war er als Post-Doktorand in Dublin am Trinity College und von 1983 bis 1993 als Lecturer an der University College Dublin angestellt.
Seit dem Jahr 1994 lehrte er als Associate Professor an der Universität Uppsala und im Sommer 2007 übernahm er dort in Nachfolge von Burglind Juhl-Jöricke und Oleg Janowitsch Wiro den Lehrstuhl für Mathematik.
Er verfasste einschlägige Monografien und Aufsätze über Potentialtheorie, Iteration analytischer Funktionen (Julia-Mengen), Einsatz von Maple in der Geometrie, die Methode der kleinsten Quadrate (Least Squares Method), Zeitreihenanalyse und Finanzmathematik.

## Schriften (Auswahl)
- mit Grażyna Klimek: Discovering curves and surfaces with Maple. Springer, New York 1997, ISBN 9780387948904.
- Pluripotential theory. Oxford University Press, Oxford 1991, ISBN 978-0-19-853568-3.
- mit Seán Dineen, Richard M. Timoney: Biholomorphic mappings and Banach function modules. J. Reine Angew. Math. 387 (1988), 122–147.
- Extremal plurisubharmonic functions and invariant pseudodistances. Bull. Soc. Math. France 113 (1985), no. 2, 231–240.
- mit Grażyna Klimek: Mathematical Visualization, EMS Newsletter, März 2005, pdf (mit Foto und kurzer Biografie)